# Vorly
Vorly is een gemeente in het Franse departement Cher (regio Centre-Val de Loire) en telt 242 inwoners (2005). De plaats maakt deel uit van het arrondissement Bourges.

## Geografie
De oppervlakte van Vorly bedraagt 18,8 km², de bevolkingsdichtheid is 12,9 inwoners per km².
De onderstaande kaart toont de ligging van Vorly met de belangrijkste infrastructuur en aangrenzende gemeenten.

## Demografie
Onderstaande figuur toont het verloop van het inwonertal (bron: INSEE-tellingen).